# Hard Core Logo
Hard Core Logo is een Canadese komediefilm uit 1996, geregisseerd en geschreven door Bruce McDonald en geproduceerd door Brian Dennis en Christine Haebler. De hoofdrollen worden vertolkt door Hugh Dillon, Callum Keith Rennie en John Pyper-Ferguson.

## Verhaal
Deze film gaat over de Canadese punkband Hard Core Logo tijdens hun langverwachte comeback-tour door Canada. Alleen zanger Joe Dick lijkt het hoofd koel te kunnen houden.

## Rolbezetting
| Acteur              | Personage                  |
| ------------------- | -------------------------- |
| Hugh Dillon         | Joe Dick                   |
| Callum Keith Rennie | Billy Tallent / Jenifur    |
| John Pyper-Ferguson | John Oxenberger            |
| Bernie Coulson      | Pipefitter                 |
| Julian Richings     | Bucky Haight               |
| Benita Ha           | Pipefitter's Vriendin      |
| Claudia Ferri       | John Oxenberger's Vriendin |
| Joey Ramone         | Zichzelf                   |
| Corrine Koslo       | Laura Cromartie            |